# 19. september
19. september er dag 262 i året i den gregorianske kalender (dag 263 i skudår). Der er 103 dage tilbage af året.
Constantias dag. Constantia kom ind i kalenderen år 1700, men er ikke et helgennavn.
Dagen er International Talk Like a Pirate Day – en mærkedag opfundet i 1995 af amerikanerne John Baur og Mark Summers.

### Begivenheder
Født - Dødsfald
- 1356 - I Slaget ved Poitiers i hundredårskrigen leder Edward, den sorte prins, de engelske styrker til en sejr over franskmændene.
- 1783 - Ved Versailles opsender brødrene Montgolfier den første bemandede varmluftsballon. Det sker i overværelse af Ludvig 16. og Marie Antoinette. I ballonen er også et får, en and og en hane.
- 1881 - USA's 20. præsident James A. Garfield dør efter i flere måneder at have svævet mellem liv og død efter et skudattentat  2. juli samme år.
- 1888 - 18-årige Bertha Soucaret, en kreolerkvinde fra Guadeloupe, bliver verdens første skønhedsdronning. Præmien er 5000 francs.
- 1893 - Som de første i verden får kvinderne i New Zealand stemmeret.
- 1897 - Verdens største oceanliner, Norddeutscher Lloyds Kaiser Wilhelm der Grosse, står ud på sin jomfrurejse fra Bremen til New York.
- 1908 - Det Ny Teater i København åbner.
- 1934 - Bruno Hauptmann arresteres for kidnapning af Charles Lindberghs søn. Han henrettes senere for forbrydelsen, formentlig uden at være skyldig.
- 1939 - Polen deles i henhold til en hemmelig tysk-sovjetisk protokol til ikke-angrebspagten.
- 1941 - Tyskerne indtager Kijev i Sovjetunionen.
- 1944 - Deportation af det danske politi. Cirka 2.000 betjente sendes i koncentrationslejren Buchenwald. Kampe på Amalienborg Slotsplads mellem dansk politi og tyske marinere. Palæforvalter kaptajn C.O. Schlichtkrull bliver såret.
- 1946 - Winston Churchill foreslår i tale i Zürich at oprette Europas Forenede Stater.
- 1955 - Argentinske Juan Perón væltes af en militærjunta og går i eksil i Paraguay.
- 1960 - En ny dans, the twist, lanceres i USA. Det sker af Chubby Checker i et Hank Ballard nummer.
- 1968 - Savage Rose (bestående af brødrene Anders og Thomas Koppel og sangerinde Anisette) debuterer i Tivolis Koncertsal.
- 1975 - BBC udsender første episode af Fawlty Towers (Halløj på badehotellet).
- 1978 - Under en storm vælter den 16 meter høje Skarreklit i havet ud for Bulbjerg.
- 1981 - For første gang i 11 år spiller Simon og Garfunkel en koncert sammen. Det sker i Central Park i New York med 400.000 tilhørere.
- 1983 -  Saint Kitts og Nevis bliver selvstændigt.
- 1984 - 4 danske montører idømmes i Saudi-Arabien hver 75 stokkeslag for at have vidnet falsk om en færdselsulykke.
- 1985 - 10.000 mennesker omkommer under jordskælv i Mexico City.
- 1989 - Vietnamesiske tropper trækkes tilbage fra Cambodia.
- 1991 - FN giver Irak lov til at sælge olie for at kunne betale for fødevarer og medicin. Irak afslår.
- 1991 - I en gletsjer i Alperne på grænsen mellem Østrig og Italien findes det dybfrosne lig af en 5.000 år gammel stenalderjæger, også kendt under navnet Ismanden (Ötzi).
- 1993 - Anti-EF-partiet Solidarisk Alternativ stiftes.
- 1994 - Amerikanske soldater sikrer præsident Jean-Bertrand Aristides' tilbagevenden til Haiti efter at han i tre år har været i eksil.
- 1995 - To danske FN-soldater omkommer og otte såres under serbisk beskydning.
- 2006 - Militærkup i Thailand mens premierminister Thaksin Shinawatra deltager i FN's generalforsamling i New York. Skønt Thaksin vandt parlamentsvalget i foråret 2006 er han upopulær i Bangkok, hvor han anklages for magtmisbrug og korruption, mens han er populær blandt landbefolkningen.
- 2008 - Den danske Flagfootball klub Hjerting Pirates bliver stiftet.
- 2022 - Dronning Elizabeth begraves.

### Født
- 1802 - Lajos Kossuth, ungarsk politiker (død 1894).
- 1810 - Jens Peter Trap, dansk kabinetssekretær og topografisk forfatter (død 1885).
- 1875 - Agis Winding, dansk skuespiller (død 1943).
- 1882 - Storm P, kunstner (død 1949).
- 1906 - Carla Hansen, dansk forfatter (død 2001).
- 1911 - William Golding, engelsk forfatter (død 1993).
- 1920 - Erik Haunstrup Clemmensen, dansk tidligere folketingsmedlem for Konservative Folkeparti (død 2009).
- 1922 - Emil Zátopek, tjekkisk atlet (død 2000).
- 1923 - Lily Broberg, dansk skuespillerinde (død 1989).
- 1925 - Poul Eefsen, dansk tidligere politidirektør (død 2008).
- 1927 - Rosemary Harris, engelsk skuespillerinde.
- 1934 - Brian Epstein, Beatles' manager (død 1967).
- 1941 - Cass Elliot, amerikansk sanger (The Mamas & the Papas, The Mugwumps og  The Big 3) (død 1974).
- 1942 - Torben Jetsmark, dansk skuespiller.
- 1947 - Jens Rugsted, dansk musiker og komponist.
- 1948 - Jeremy Irons, engelsk filmskuespiller.
- 1949 - Twiggy (Lesley Hornby), engelsk fotomodel og skuespiller.
- 1952 - Rhys Chatham, amerikansk guitarist og trompetist.
- 1952 - Nile Rodgers, amerikansk musiker.
- 1956 - Camilla Plum, dansk kok og forfatter.
- 1962 - Janni Kjær, tidligere rejsebureauindehaver af Spies.
- 1963 - Jarvis Cocker, engelsk sanger og musiker.
- 1963 - Stefan Schmitt, tysk politiker (død 2010).
- 1964 - Trisha Yearwood, amerikansk sangerinde.
- 1970 - Lars Siebert, dansk jazzmusiker.
- 1984 - Kevin Zegers, amerikansk skuespiller.
- 1988 - Katrina Bowden, amerikansk skuespillerinde.

### Dødsfald
- 1710 - Ole Rømer, dansk astronom og fysiker (født 1644).
- 1812 - Mayer Amschel Rothschild, tysk bankier (født 1744).
- 1881 - James A. Garfield, USA's 20. præsident (født 1831) - myrdet.
- 1922 - Philip Schou, dansk fabrikejer og -grundlægger (født 1838).
- 1924 - Hannibal Sehested, dansk konsejlspræsident 1900-01 (født 1842.
- 1927 - Michael Ancher, dansk maler (født 1849).
- 1935 - Konstantin Tsiolkovsky, rumfartens fader (født 1857).
- 1937 - Anders Bundgaard, dansk billedhugger (født 1864).
- 1957 - Edvard Persson, svensk skuespiller (født 1888).
- 1969 - Niels Hansen, kgl. dansk kammersanger (født 1880).
- 1985 - Italo Calvino, italiensk forfatter (født 1923).
- 1987 - Einar Gerhardsen, norsk politiker og statsminister (født 1897).
- 1989 - Helge Dohrmann, dansk politiker (født 1939).
- 1993 - Grete Hemmeshøj Frederiksen, dansk radiomedarbejder (født 1913).
- 1995 - Avi Sagild, dansk skuespillerinde (født 1933).
- 2012 - Victor Cabedo, spansk cykelrytter (født 1989).
- 2015 - Jackie Collins, engelsk-amerikansk romanforfatter (født 1937).

|  | Denne datoartikel kan blive bedre, hvis der indsættes et (bedre) billede Du kan hjælpe ved at afsøge Wikimedia Commons for et passende billede eller uploade et godt billede til Wikimedia Commons iht. de tilladte licenser og indsætte det i artiklen. |